# 佐々木孫悟空
佐々木 孫悟空（ささき そんごくう、1974年2月9日 - ）は、日本のお笑いタレント。
千葉県出身。Modern Freaks Inc.所属。

## 人物
その芸名の通り、『西遊記』の孫悟空のような扮装をしている。ゴキブリやクモ、ミミズ、ダンゴムシといった虫を食べる芸を持ち「虫喰い芸人」「虫フードファイター」と呼ばれる。DVD『虫フードファイター佐々木孫悟空の世界最強虫喰王決定戦』ではタイやマレーシア、小笠原諸島など世界各地を巡り虫を食べている。
好みの虫は1位はトビズムカデ、2位はクマゼミ。唯一オオヒラタシデムシを苦手な虫として挙げており、悔しさから携帯電話の待ち受け画面にオオヒラタシデムシの画像を設定していた事があった（のちに違う待ち受け画面に変えている）。
虫を食べるというその芸風から、テレビ番組に出演する機会には恵まれない。深夜のラジオ番組『夜な夜なニュースいぢり X-Radio バツラジ』にゲスト出演した際には「ラジオならなんでもできるからいい」と発言している。
虫を食べるようになったきっかけは、小学2年生のときにいじめっ子にアブラゼミを食べさせられ、それが意外と美味しかったため。

## 来歴

### 上京〜虫喰い芸人以前
1992年春（18歳）　映画監督を志し上京。劇団東俳に入団し長州小力と出会う。
1993年4月（19歳）　TBS系ドラマ『危険な再会』で、田村亮演じる主人公の中学時代を演じる。
1995年（21歳）　長州小力、アントニオ小猪木、スギタヒロシ、ウクレレえいじと、コントグループ「ラヴ兄弟」を結成。キャッチコピーは“平成のドリフターズ”。
2001年2月（27歳）　新宿のプーク人形劇場にて、西口プロレス旗揚げ公演。初代社長を務める。

### 虫喰い芸人以降
2005年春（31歳）　迷い猫のちえちゃんがくわえてきたクロゴキブリを食べ、虫喰い芸人になる決意をする。
2005年　GyaOにて、西口プロレスの番組『バカ世界一決定戦! 〜西口プロレス・ザ・ワールド〜』の放送がスタート。毎回あらゆる虫を食べるコーナー「佐々木孫悟空の食い虫ん坊万歳!」で、巨大ダンゴムシ“メガボール”をかじったところ、視聴者やスポンサーからのクレームにより、番組が打ち切りに。
2006年3月19日（32歳）　GyaOの番組終了により虫喰いを披露する場を失ったため、単独ライブを慣行。所沢ミューズ・キューブホールにて「佐々木孫悟空 単独ファミリーライブ」を開催し、ライブとしては客前で初めて虫喰いを披露。
2006年7月21日　新宿バイタスにて単独ライブ「佐々木孫悟空ファミリーライブ【こんちゅうさがし】」を開催。虫喰いのみのライブはこの時が初。このライブのために高尾山に虫捕りに行ったところ、新種の虫を発見するが、勢い余って食べてしまう。
2006年9月　「佐々木孫悟空ファミリーライブ【昆虫王国】」開催。本人が一番うまいと豪語する“トビズムカデ”（式根島で自ら捕らえた）を食す。
2006年12月18日　「佐々木孫悟空ファミリーライブ【昆虫大パニック】」開催。この辺りから世界を意識しはじめ、インド人のC.マノハランのギネス記録＜30秒間に体長10cm以上のミミズ200匹＞に挑んだ。しかし約40匹しか食べられず惨敗。このライブのために小笠原諸島まで往復50時間かけて行くものの、島の虫達は特定外来生物グリーンアノールに食い荒らされていた。仕方がないのでグリーンアノールを食べて帰ってきた。
2007年3月30日（33歳）　「佐々木孫悟空ファミリーライブ【虫は地球を救う】」を開催。このライブのため、マレーシアで虫喰い修行を慣行。
2007年5月　寄生虫研究者・藤田紘一郎氏と対談。
2007年6月7日　バイタスからロフトプラスワンに会場を換え、「佐々木孫悟空ファミリーライブ【虫喰い人生進化論】」を開催。虫喰い芸を本格的に始めて約1年経った体を調べるため、人間ドックに入りその結果をライブ中に公表。健康体であることが証明されたが、アレルギー検査により、ゴキブリアレルギーであることが判明。しかし、この日のライブでイギリス人のケン・エドワーズのギネス記録＜1分間でゴキブリ36匹＞に挑戦するが、16匹しか食べられず失敗。敗因は、調理済みのものでもOKのところを、生きてるゴキブリにこだわってしまったこと。
2007年7月6日　ロフトプラスワンのイベント「ロフトプラスワン大誕生祭!!」の大取りとして、ゴキブリのギネス記録に挑戦。前回の反省を生かし、調理済み（茹でて天日干しにし、ごま油で2度揚げた）のもので挑むが、結果は26匹。敗因は揚げた事により、ゴキブリが臭くなってしまったこと。
2007年8月　ギネス記録成功を目指すため、青木ヶ原樹海にて修行。虫だけで1週間を過ごす。富士山のふもとにてゴキブリギネス記録に挑戦するも、失敗。
2007年8月16日　「佐々木孫悟空ファミリーライブ【虫墓村祭】」開催。オオスズメバチを巣ごと持ち込み踊り喰いを披露した。
2007年10月15日　「佐々木孫悟空ファミリーライブ【虫人間コンテスト】」開催。ゴキブリのギネスに挑戦し、記録は32匹。
2007年12月31日　「2007年プラスワンアワード」のグランプリに輝く。
2008年1月30日　TBSラジオ『夜な夜なニュースいぢり X-Radio バツラジ』の生放送に出演し、スタジオで大王サソリ、デュビアコックローチ、ドバミミズを食べる。
2008年1月31日　「佐々木孫悟空ファミリーライブ【新春虫芸大会】」開催。ゴキブリのギネスに挑戦し失敗。
2008年3月7日（34歳）　DVD『虫フードファイター佐々木孫悟空の世界最強虫喰王決定戦』発売。
2008年3月13日　「佐々木孫悟空ファミリーライブ【佐々木孫悟空DVD発売記念ライブ】」開催。ゴキブリ食いのギネスに挑戦するが失敗。自ら作詞・歌を担当した1stミニアルバム「虫最強王決定戦！」を販売。
2008年6月12日　「佐々木孫悟空ファミリーライブ【虫喰いワールドツアーin TOKYO】」開催。
2008年6月29日　フジテレビ721『お台場お笑い道』に出演。大王サソリ、ゾウカブトムシの幼虫、カメルーンオオヤスデをたいらげ、レギュラーのアンガールズ、アンタッチャブル、バナナマン、カンニング竹山らを引かせる。しかし、食べている瞬間（数秒）が放送される事はなかった。
2008年7月16日　雑誌『漫画実話ナックルズ』にて、「佐々木孫悟空の虫ボーですよ」を連載開始。毎月、食虫を一般にも広めるために、虫料理の試作を行い紹介。初回のメニューは「茶碗虫」。
2008年7月28日　「ヤングマガジン」と「東スポ」の抗争（設定上）に決着をつける為、「東スポ」代表として登場。「東スポ」では裏1面に。「ヤングマガジン」の連載「奇食ハンター」では漫画になって登場する。
2008年8月　カヌーのオリンピック選手の強化合宿地である、石川県小松市に謎の生物“オオマリコケムシ”大量発生のニュースを受け現場に駆けつける。地元の職員と共に除去作業を手伝い、持ち帰って食う。
2008年8月24日　暴走族のイベント「新風祭」で虫喰い芸を披露。
2008年9月14日　イベント「サディスティック・サーカス」出演。
2008年10月9日　「佐々木孫悟空ファミリーライブ【虫喰い芸術祭】」開催。2ndミニアルバム「世界は虫ケラ」をリリース。
2008年11月2日　「早稲田祭」出演。講演会と称し、早稲田学生らの前で虫喰いを実演。
2008年11月14日　格闘技・プロレス専門CSチャンネル・サムライTVの生放送に、バラモン兄弟と共に出演。カメラ前でサソリなどを食べる。
2009年1月6日　雑誌『STUDIO VOICE』の特集「YouTubeの新視点120！」に掲載。
2009年2月9日（35歳）　「佐々木孫悟空ファミリーライブ【虫喰い誕生祭】」開催。初のライブパンフレット「ザムシビジョン」発売。
2009年6月4日　「佐々木孫悟空&野中健一Presents『食虫大学』」（Asagaya/Loft A）開催。
2010年1月29日　新木場1stRINGで開催された「大バラモン展」でゴキブリのギネス記録に挑戦するも、35匹で失敗。
2014年2月9日　生誕40周年記念イベント【公開処刑ライブ】を開催。新宿の貸しスタジオに客を集め、2部制のライブを行うも、第1部で額を割り大流血になる、燃え盛る角材を尻に挿す、ロケット花火を全身に浴びるなど過激な芸を展開したところ、一部終了時に殆どの客が帰ってしまい、2部は5〜6人しか客がいない中で行われた。

### その他
私生活では元『週刊ヤングマガジン』（講談社）の編集者だった妻がいたが、既に離婚しており現在は独身。離婚後大久保佳代子（オアシズ）とも交際していたことがあるが、2007年に破局している。
上述のように一般的なものから普通の人間ならば見るのさえも躊躇うようなものまで数多くの虫を食しているが、「お台場お笑い道」に出演した際に実は海老や蟹といった一般的な甲殻類は苦手であると公言しており（理由は「気持ち悪いから」とのこと）、その際に共演者から物凄い勢いでツッコミを入れられていた。但し、例外としてサソリは食べられるようである。
2008年8月10日のアメーバニュース「虫食い芸人 先輩も驚きの証言」で、なべやかんが自身のブログで実際に虫を食べる佐々木孫悟空のすごさについて語っている。8月8日、なべやかんが行なっているエフエム茶笛ラジオ『なべやかんのラジオ秘宝館』に出演し、同番組中で、虫食いを披露した。「ずっと虫が鳴いてて、それを虫食い芸人・孫悟空が食べちゃうんだから」「ラジオ聞いてる人は、虫の音が段々小さくなっていくのに気が付いたと思うよ」となべやかんはその時の様子について語っていた。
テレビ東京の『解禁!暴露ナイト』の中で、過去に死体洗いのアルバイトをしていた事を語っていた。

## 出演

### ラジオ
- 夜な夜なニュースいぢり X-Radio バツラジ（TBSラジオ/2008年1月30日）

### テレビ
- お台場お笑い道（フジテレビ721/2008年6月29日）
- 解禁!暴露ナイト（テレビ東京/2011年・2012年）
- じっくり聞いタロウ〜スター近況（秘）報告〜（テレビ東京/2017年11月30日）[3]

### 映画
- 映画『YARIMAN HUNTER(ヤリマンハンター)』（2022年11月25日公開、企画・原案:横須賀歌麻呂） - R-18指定[4][5][6]